# Boudinage

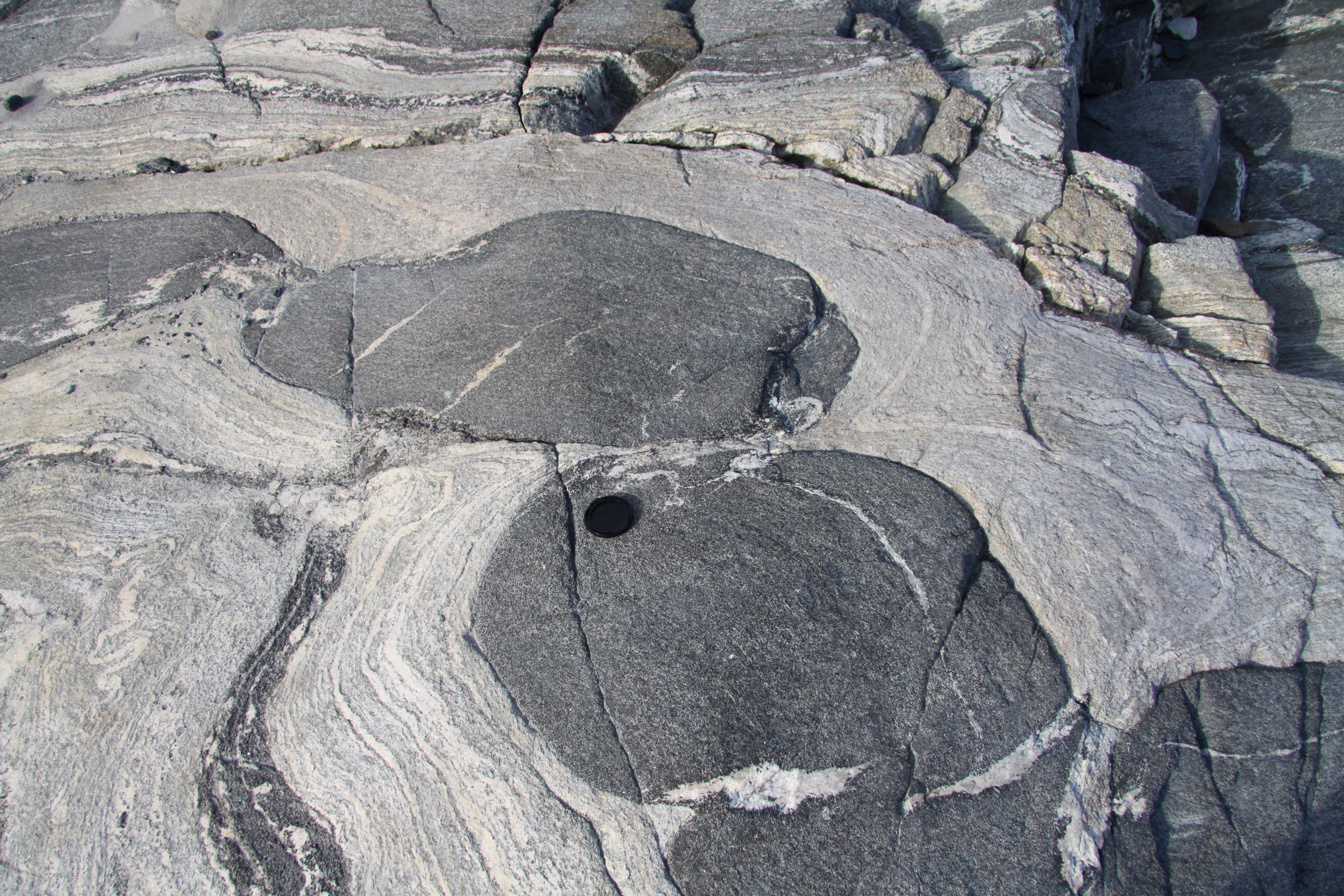
Boudinage en migmatitas muy deformadas.

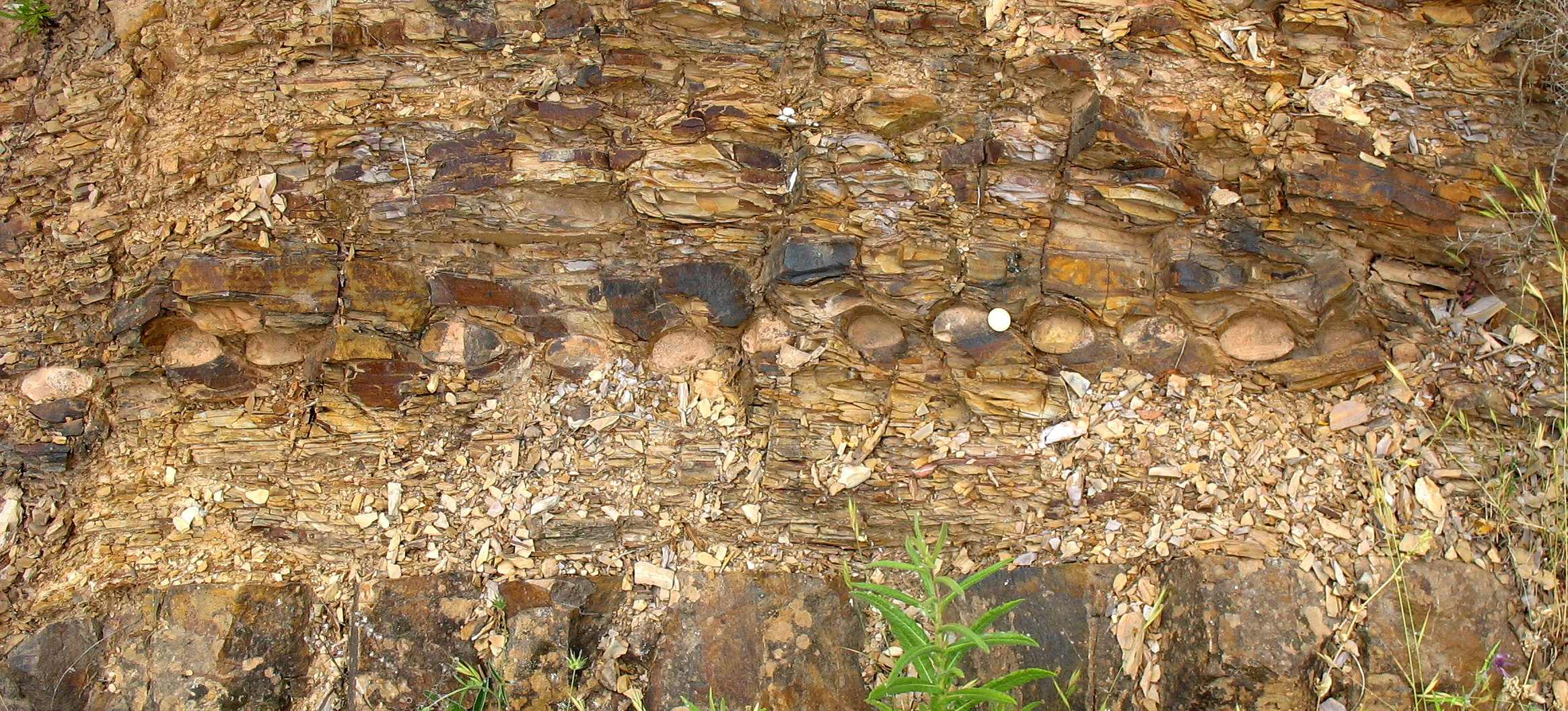
Boudinage en rocas sedimentarias, mostrando una ristra de al menos catorce boudins.

Un boudinage (del francés boudin, morcilla) es una estructura geológica menor de origen tectónico que presenta aspecto «arrosariado» o de ristra de salchichas vista en sección. Se forma cuando un cuerpo tabular competente, más rígido que la roca que le rodea, se deforma por estiramiento o aplastamiento, adaptándose la roca más plástica al contorno deformado. En la literatura especializada se suele usar el término en francés, sin traducir; en español se usa ocasionalmente el término amorcillamiento.[cita requerida]
Pueden formarse tanto en rocas sedimentarias como ígneas o metamórficas, siempre que se den las condiciones de estiramiento y diferencia de ductilidad entre capas. 
Durante la deformación por aplastamiento se producen engrosamientos y adelgazamientos locales, llegando a dividirse las capas. La división puede ocurrir en régimen dúctil, frágil o en uno mixto.
Las esquinas de los boudins están a menudo deformadas plásticamente debido a que son el lugar donde más se concentran los esfuerzos durante de la deformación que los origina.

## Formas comunes

Esquema de la respuesta de una barra cilíndrica de metal a una fuerza de tracción de dirección opuesta a sus extremos. (a) Fractura frágil. (b) Fractura dúctil. (c) Fractura totalmente dúctil. Las formas que obtiene la barra son análogas a las que puede tener un boudin.

La forma del boudinage se define principalmente mediante el espesor y largo de los boudins y el espacio de sepación entre estos. Las estructuras de turgencia y apriete (pinch-and-swell), similares al boudinage clásico, se definen por su longitud de onda.
Visto en tres dimensiones el boudinage puede tomar forma de varas o de tableta de chocolate, dependiendo del eje y la isotropía de la extensión. Los boudins individuales pueden tener espesores entre 1 cm a 20 m. En los casos de estiramiento en zonas de cizalla pueden darse morfologías en «S» y en fichas de dominó entre otras.
Entre las forma de los boudins se han descrito los siguientes tipos; rectangular, barril, boca de pescado y unicornio. Un boudin tipo barril es similar a uno rectangular pero tiene las esquinas levemente estiradas en paralelo al eje largo. Los boudins unicornios son aquellos donde, visto en 2D, sólo dos esquinas que comparten un eje largo del boudin están estiradas plásticamente. Los boudins boca de pescados son similares a los  tipo unicornio pero tienen las cuatro esquinas estiradas por deformación plástica.